# Sid Kimpton
Sid Kimpton (12 d'agost de 1887 - 15 de febrer de 1968) fou un futbolista i entrenador de futbol anglès.
Fou jugador del Southampton FC. Va formar part de l'equip francès a la Copa del Món de 1934 com a entrenador. També entrenà a clubs com Polonia Warsaw, Cracovia, Le Havre AC, RC Paris, FC Rouen i Cherbourg.